# Basketball Bundesliga de 2002–03
A Temporada 2002–03 da Basketball Bundesliga foi a 37.ª edição da principal competição de basquetebol masculino na Alemanha disputada entre 3 de outubro de 2001 e 25 de maio de 2002. A equipe do Alba Berlim conquistou seu sétimo título nacional, sendo este de maneira consecutiva.

## Equipes participantes
| Clube                   | Localização  |
| ----------------------- | ------------ |
| Alba Berlim             | Berlim       |
| Avitos Gießen           | Giessen      |
| Bayer Giants Leverkusen | Leverkusen   |
| Brandt Hagen            | Hagen        |
| EWE Baskets Oldenburgo  | Oldemburgo   |
| EnBW Ludwigsburgo       | Ludwigsburgo |
| Mitteldeutscher         | Weißenfels   |
| Opel Skyliners          | Francoforte  |
| RheinEnergy Colônia     | Colônia      |
| s.Oliver Wurzburgo      | Wurtzburgo   |
| TBB Tréveris            | Tréveris     |
| Telekom Baskets Bona    | Bona         |
| TSK uniVersa Bamberga   | Bamberga     |
| TXU Energie Brunsvique  | Brunsvique   |

## Temporada Regular
| Casa\Visitante         | ALB    | AVI     | BAY     | HAG    | EWE    | EnB    | MIT    | OPE   | RHE   | sOL    | TBB    | TEL    | TSK    | TXU    |
| ---------------------- | ------ | ------- | ------- | ------ | ------ | ------ | ------ | ----- | ----- | ------ | ------ | ------ | ------ | ------ |
| Alba Berlim            |        | 84-69   | 84-82   | 76-64  | 93-74  | 94-53  | 107-87 | 68-62 | 79-85 | 95-90  | 83-60  | 79-86  | 76-73  | 101-88 |
| Avitos Gießen          | 72-92  |         | 94-93   | 72-90  | 83-92  | 94-97  | 88-83  | 73-65 | 77-73 | 79-90  | 95-66  | 81-90  | 90-84  | 66-92  |
| Bayer Leverkusen       | 82-93  | 92-73   |         | 79-93  | 95-80  | 99-77  | 82-68  | 86-88 | 81-55 | 79-74  | 107-75 | 75-98  | 74-102 | 109-93 |
| Brandt Hagen           | 96-116 | 105-100 | 105-106 |        | 96-94  | 97-99  | 86-89  | 94-79 | 80-90 | 99-88  | 110-94 | 73-109 | 61-72  | 98-81  |
| EWE Baskets            | 79-76  | 79-80   | 106-100 | 89-76  |        | 94-86  | 94-74  | 88-77 | 83-94 | 108-94 | 87-73  | 88-97  | 67-82  | 78-81  |
| EnBW Ludwigsburgo      | 88-89  | 93-95   | 91-95   | 79-82  | 75-86  |        | 83-89  | 82-90 | 95-99 | 101-99 | 102-69 | 96-93  | 66-95  | 85-76  |
| Mitteldeutscher        | 86-110 | 86-88   | 81-80   | 77-74  | 85-66  | 102-91 |        | 77-86 | 75-80 | 99-91  | 88-59  | 77-104 | 85-93  | 80-94  |
| Opel Skyliners         | 67-59  | 67-70   | 64-77   | 96-66  | 86-94  | 94-100 | 80-57  |       | 70-83 | 85-62  | 83-64  | 83-74  | 79-87  | 62-80  |
| RheinEnergy Colônia    | 84-71  | 97-71   | 82-84   | 81-61  | 76-94  | 88-95  | 75-60  | 81-83 |       | 90-79  | 74-81  | 77-66  | 69-70  | 83-82  |
| s.Oliver Wurzburgo     | 61-84  | 76-67   | 83-72   | 76-97  | 69-94  | 76-60  | 65-76  | 55-95 | 88-92 |        | 80-61  | 79-87  | 64-83  | 70-78  |
| TBB Tréveris           | 78-97  | 87-72   | 91-90   | 73-85  | 90-85  | 75-85  | 87-90  | 71-91 | 65-86 | 90-79  |        | 90-104 | 87-91  | 84-93  |
| Telekom Baskets Bona   | 90-82  | 84-79   | 91-84   | 78-76  | 95-105 | 88-75  | 95-76  | 70-73 | 80-84 | 108-60 | 77-73  |        | 72-60  | 86-74  |
| TSK uniVersa Bamberg   | 98-90  | 66-54   | 90-89   | 94-68  | 80-73  | 92-82  | 84-63  | 63-66 | 76-79 | 86-69  | 78-64  | 64-72  |        | 86-92  |
| TXU Energie Brunsvique | 67-80  | 72-88   | 83-74   | 102-88 | 85-93  | 99-78  | 97-89  | 0-0   | 87-70 | 87-73  | 82-57  | 87-91  | 88-84  |        |

### Classificação Fase Regular
| Pos. | Clube                   | J  | V  | D  | P+   | P-   | SP   | Classificação                   |
| ---- | ----------------------- | -- | -- | -- | ---- | ---- | ---- | ------------------------------- |
| 1    | Alba Berlim             | 26 | 19 | 7  | 2258 | 2021 | 237  | Playoffs                        |
| 2    | Telekom Baskets Bona    | 26 | 19 | 7  | 2267 | 2037 | 230  | Playoffs                        |
| 3    | TSK uniVersa Bamberga   | 26 | 18 | 8  | 2135 | 1939 | 196  | Playoffs                        |
| 4    | RheinEnergy Colônia     | 26 | 17 | 9  | 2127 | 2033 | 94   | Playoffs                        |
| 5    | TXU Energie Brunsvique  | 25 | 16 | 9  | 2127 | 2035 | 92   | Playoffs                        |
| 6    | EWE Baskets Oldenburgo  | 26 | 15 | 11 | 2272 | 2198 | 74   | Playoffs                        |
| 7    | Opel Skyliners          | 25 | 14 | 11 | 1971 | 1881 | 90   | Playoffs                        |
| 8    | Bayer Giants Leverkusen | 26 | 12 | 14 | 2266 | 2214 | 52   | Playoffs                        |
| 9    | Brandt Hagen            | 26 | 11 | 15 | 2220 | 2291 | -71  | Grupo hexagonal de rebaixamento |
| 10   | Avitos Gießen           | 26 | 11 | 15 | 2070 | 2195 | -125 | Grupo hexagonal de rebaixamento |
| 11   | Mitteldeutscher         | 26 | 10 | 16 | 2099 | 2241 | -142 | Grupo hexagonal de rebaixamento |
| 12   | EnBW Ludwigsburg        | 26 | 9  | 17 | 2214 | 2349 | -135 | Grupo hexagonal de rebaixamento |
| 13   | s.Oliver Wurzburgo      | 26 | 5  | 21 | 1990 | 2252 | -262 | Grupo hexagonal de rebaixamento |
| 14   | TBB Tréveris            | 26 | 5  | 21 | 1964 | 2294 | -330 | Grupo hexagonal de rebaixamento |

## Playoffs
|  | Quartas-de-final | Quartas-de-final | Quartas-de-final |        |        | Semifinais | Semifinais | Semifinais |  |  | Final | Final    | Final |
|  |                  |                  |                  |        |        |            |            |            |  |  |       |          |       |
|  |                  | Bona             | 3                |        |        |            |            |            |  |  |       |          |       |
|  |                  | Leverkusen       | 2                |        |        |            |            |            |  |  |       |          |       |
|  |                  | Leverkusen       | 2                |        | Bona   | 0          |            |            |  |  |       |          |       |
|  |                  |                  |                  |        | Bona   | 0          |            |            |  |  |       |          |       |
|  |                  |                  | Bamberga         | 3      |        |            |            |            |  |  |       |          |       |
|  |                  | Colônia          | Bamberga         | 3      | 1      |            |            |            |  |  |       |          |       |
|  |                  | Colônia          |                  |        | 1      |            |            |            |  |  |       |          |       |
|  |                  | Bamberga         | 3                |        |        |            |            |            |  |  |       |          |       |
|  |                  |                  |                  |        |        |            |            |            |  |  |       | Bamberga | 0     |
|  |                  |                  |                  | Berlim | 3      |            |            |            |  |  |       |          |       |
|  |                  | Berlim           | 3                |        |        |            |            |            |  |  |       |          |       |
|  |                  | Francoforte      | 2                |        |        |            |            |            |  |  |       |          |       |
|  |                  | Francoforte      | 2                |        | Berlim | 3          |            |            |  |  |       |          |       |
|  |                  |                  |                  |        | Berlim | 3          |            |            |  |  |       |          |       |
|  |                  |                  | Brunsvique       | 2      |        |            |            |            |  |  |       |          |       |
|  |                  | Brunsvique       | Brunsvique       | 2      | 3      |            |            |            |  |  |       |          |       |
|  |                  | Brunsvique       |                  |        | 3      |            |            |            |  |  |       |          |       |
|  |                  | Oldenburgo       | 1                |        |        |            |            |            |  |  |       |          |       |

## Hexagonal de rebaixamento
|    | Equipo           | J  | G  | Pts   | Classificação                         |
| -- | ---------------- | -- | -- | ----- | ------------------------------------- |
| 9  | Brandt Hagen     | 18 | 18 | 36:36 |                                       |
| 10 | Avitos Gießen    | 17 | 19 | 34:38 |                                       |
| 11 | Mitteldeutscher  | 15 | 21 | 30:42 |                                       |
| 12 | EnBW Ludwigsburg | 13 | 23 | 26:46 |                                       |
| 13 | TSK Würzburg     | 10 | 26 | 20:52 | Rebaixados a 2. Basketball-Bundesliga |
| 14 | TBB Trier        | 8  | 28 | 16:56 | Rebaixados a 2. Basketball-Bundesliga |

## Campeões da Basketball Bundesliga (BBL) 2002–03
| Campeões da BBL 2002–03 |
| ----------------------- |
| Alba Berlim 7.º título  |

## Clubes alemães em competições europeias
| Clube                | Competição | Resultado                  |
| -------------------- | ---------- | -------------------------- |
| Alba Berlin          | EuroLiga   | Temporada Regular (4v-10d) |
| Telekom Baskets Bonn | ULEB Cup   | Temporada Regular (4v-6d)  |
| Opel Skyliners       | ULEB Cup   | Temporada Regular (3v-7d)  |
| RheinEnergie Köln    | ULEB Cup   | Playoffs (8v-8d)           |